# Исигау
Исигау (њем. Issigau) општина је у њемачкој савезној држави Баварска. Једно је од 27 општинских средишта округа Хоф. Према процјени из 2010. у општини је живјело 1.107 становника. Посједује регионалну шифру (AGS) 9475137.

## Географски и демографски подаци
Исигау се налази у савезној држави Баварска у округу Хоф. Општина се налази на надморској висини од 524 метра. Површина општине износи 18,7 km². У самом мјесту је, према процјени из 2010. године, живјело 1.107 становника. Просјечна густина становништва износи 59 становника/km².